# Зоопарк Майами Метро

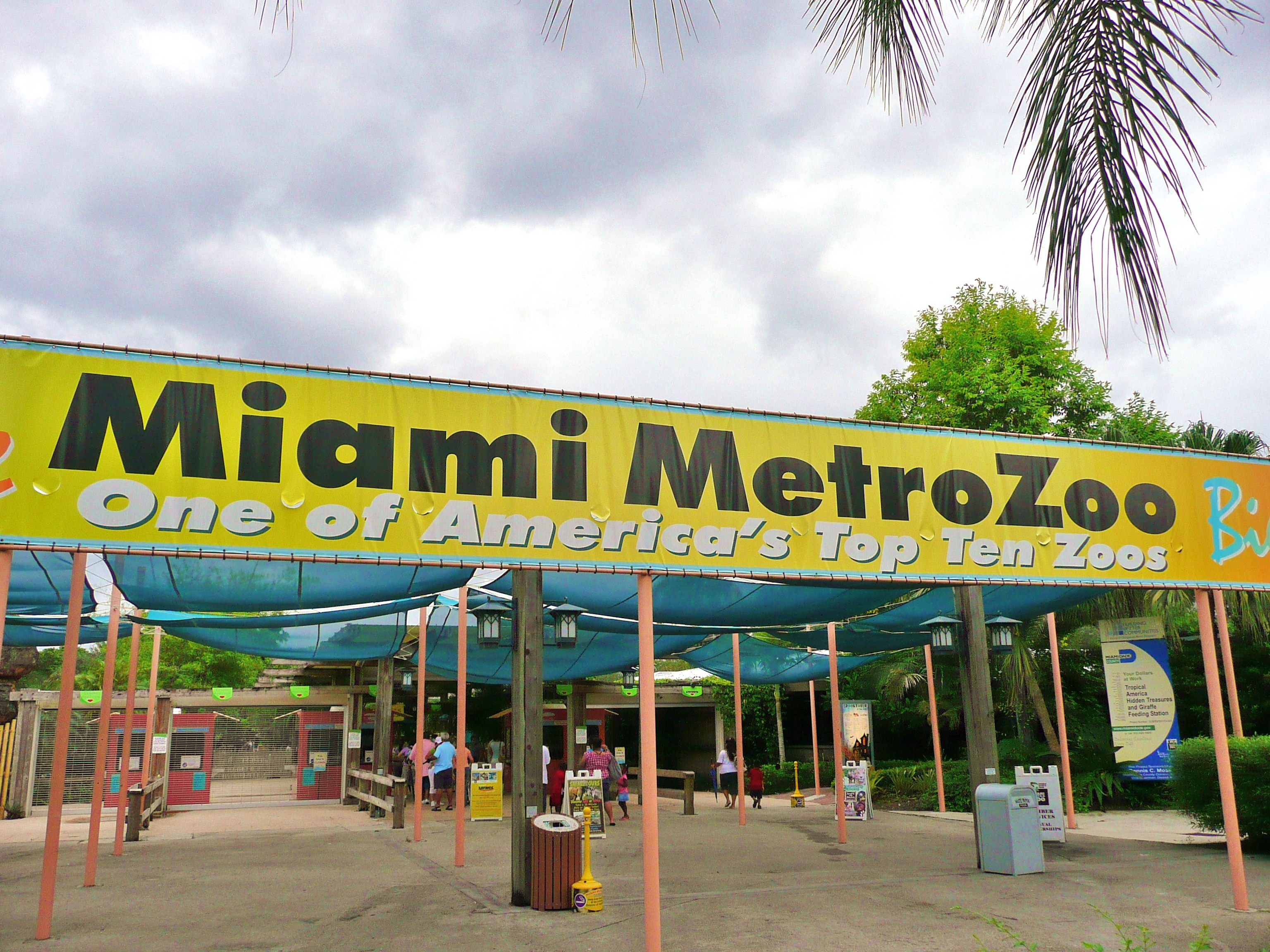
Вход в зоопарк Майами Метро

Зоопарк Майами Метро (англ. Miami-Dade Zoological Park and Gardens, Miami MetroZoo) — старейший и крупнейший зоологический парк штата Флорида, единственный тропический зоопарк в США. Расположен на юго-западе Большого Майами, в южной части округа Майами-Дейд.
Зоопарк Майами Метро был открыт в 1948 году, и тогда назывался «Крэндонский зоопарк». Первыми его жителями были три обезьяны, домашняя коза и два чёрных медведя, купленных за 270 долларов у странствующего цирка, остановившегося с гастролями в Майами. Территория зоопарка Крэндон составляла 48 акров на острове Кей-Бискейн. В первые годы его существования животные — в том числе несколько львов, слон, носорог и другие — также приобретались у выступавших во Флориде бродячих цирков. Однако уже в 1967 году в зоопарке Крэндон обитали около 1200 животных, и он входил в число 25 лучших зоопарков США.
После того, как в результате обрушившегося на побережье Флориды урагана Бетси в 1965 году в зоопарке погибли более 250 его обитателей, было принято решение о его переносе на новое место. В 1970 году власти округа Майами-Дейд выделяют территорию в 600 акров в районе Ричмонд-Нэвел-Эйр-Стейшн. Работы по возведению нового зоологического парка в Майами были начаты в 1975 году, и завершились в 1980-м открытием «зоопарка Майами Метро».
В настоящее время в зоопарке проживают более 2000 животных, представляющих около 500 различных биологических видов. Парк имеет 38 отделений-экспозиций, открытых для свободного посещения на территории в 740 акров. Первые 12 из них, посвящённые животному миру Азии, появились ещё в 1980 году, с открытием нового зоопарка. Шесть отделов, посвящённых фауне Африки, открылись в 1982. В 1984 году в зоопарке был запущен монорельс. Три новых экспозиции, посвящённые Африке, появились в 1985, и две — в секции Африканской саванны — в 1986. Австралийская секция была создана здесь в 1989 году.
В августе 1992 году на территорию зоопарка обрушился ураган Эндрю. В результате его недолгого, но разрушительного действия были повалены или повреждены около 5 тысяч деревьев, разрушена экспозиция «Крылья Азии», откуда улетели более 300 птиц, пострадали и другие животные. Восстановительные работы продолжались четыре месяца, вновь зоопарк Майами был открыт в декабре 1992. К июлю 1993 года поголовье животных в зоопарке было восстановлено, были высажены на его территории также 7 тысяч деревьев. В 2003 году было восстановлено отделение «Крылья Азии», в котором содержались вновь 300 редких птиц из 70 различных видов.
В настоящее время в зоопарке Майами проживает более 2 тысяч животных от 500 различных биологических видов. 4 июля 2010 года, к 30-летию создания нового зоопарка, он получил нынешнее имя — Miami-Dade Zoological Park and Gardens.
Зоопарк Майами является членом американской «Ассоциации зоопарков и аквариумов» (Association of Zoos and Aquariums (AZA). Директор зоопарка — зоолог и фотограф Рон Магилл (Ron Magill).
Адрес зоопарка Майами: 12400 SW 152 Street Miami, FL 33177. Телефон: 305-251-0400. Открыт ежедневно.

## Структура
В настоящее время зоопарк Майами разделён на четыре большие секции: азиатскую, африканскую, секцию Амазонки и австралийскую. Азиатская часть является крупнейшим зоопарком фауны этого континента под открытым небом в Западном полушарии. Одной из интереснейших его экспозиций являются «Крылья Азии»; кроме прочих редких пернатых, здесь живёт одна из двух находящихся в США пар аистов азиатские ябиру. Здесь также прослежен эволюционный путь развития от динозавров к птице. В азиатской секции, в ландшафте «Азиатские реки» можно увидеть индийского носорога, бенгальского тигра, онагра, азиатских слонов и других редких животных.
Большая часть «африканской» территории находится в южной части зоопарка, некоторые её отделения — между азиатской и австралийской территориями. Из африканской фауны в зоопарке представлены многочисленные виды млекопитающих — африканские слоны, различные виды газелей и зебры, жирафы, окапи, лемуры, гориллы и шимпанзе, гиппопотамы и носороги, а также многие другие. Из птиц — ибисы, марабу, птица-секретарь, различные виды журавлей и пр.
Отделение Амазонии, посвящённое флоре и фауне Южной Америки, было в зоопарке Майами открыто в декабре 2008 года. Здесь можно наблюдать таких животных, как шиншилла, гигантская речная выдра, ягуар, различные виды обезьян, опоссум, флоридская пума и другие, а также пресмыкающихся и рептилий: аллигаторов, различные разновидности игуан и тропических лягушек, кайманов, анаконду. Кроме них, здесь живут экзотические рыбы и насекомые.
В австралийской секции представлены животные, птицы и рептилии стран Океании. Это коалы, различные виды кенгуру, эму, галапагосские черепахи, австралийские крокодилы и т. д.

## Галерея

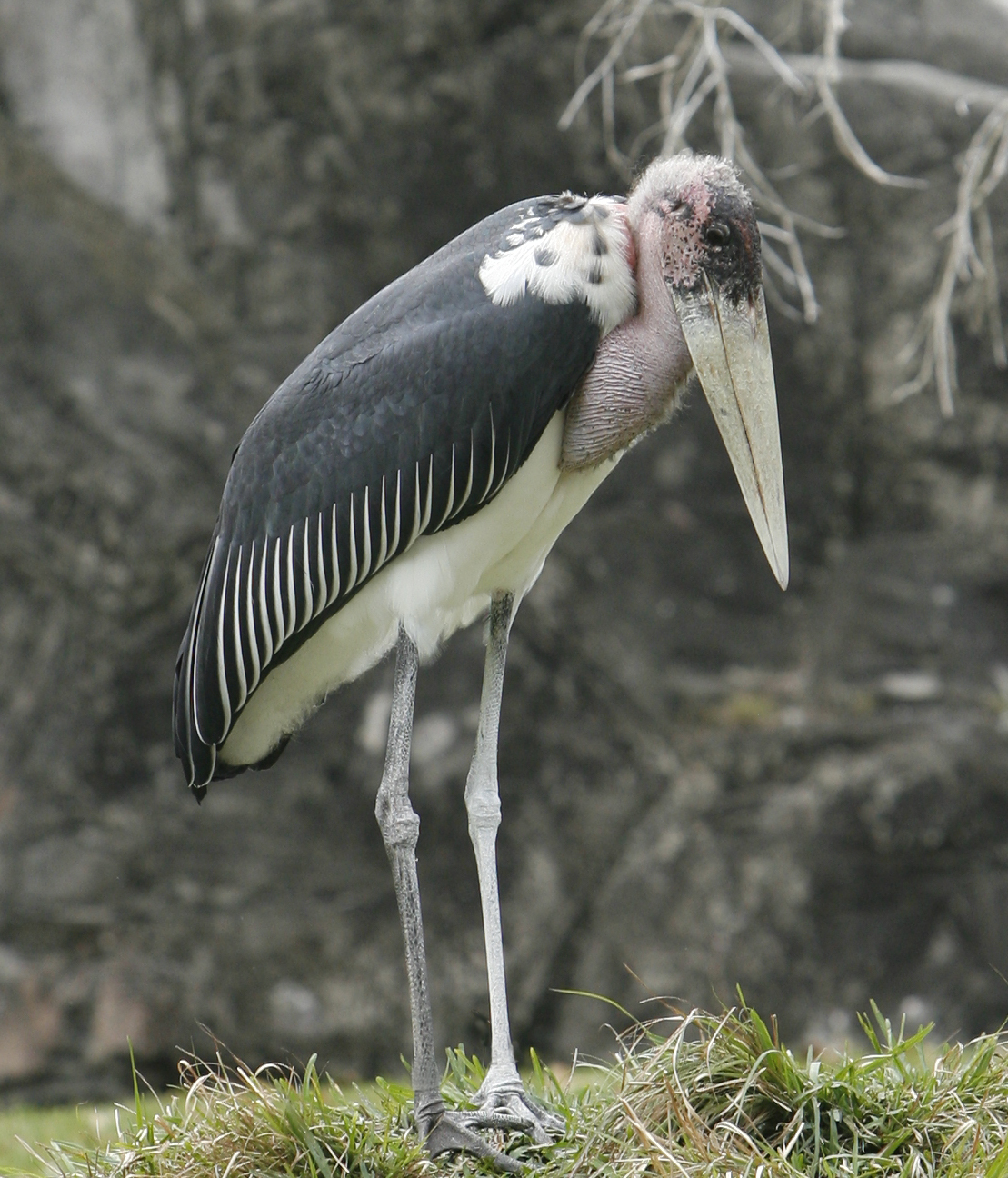
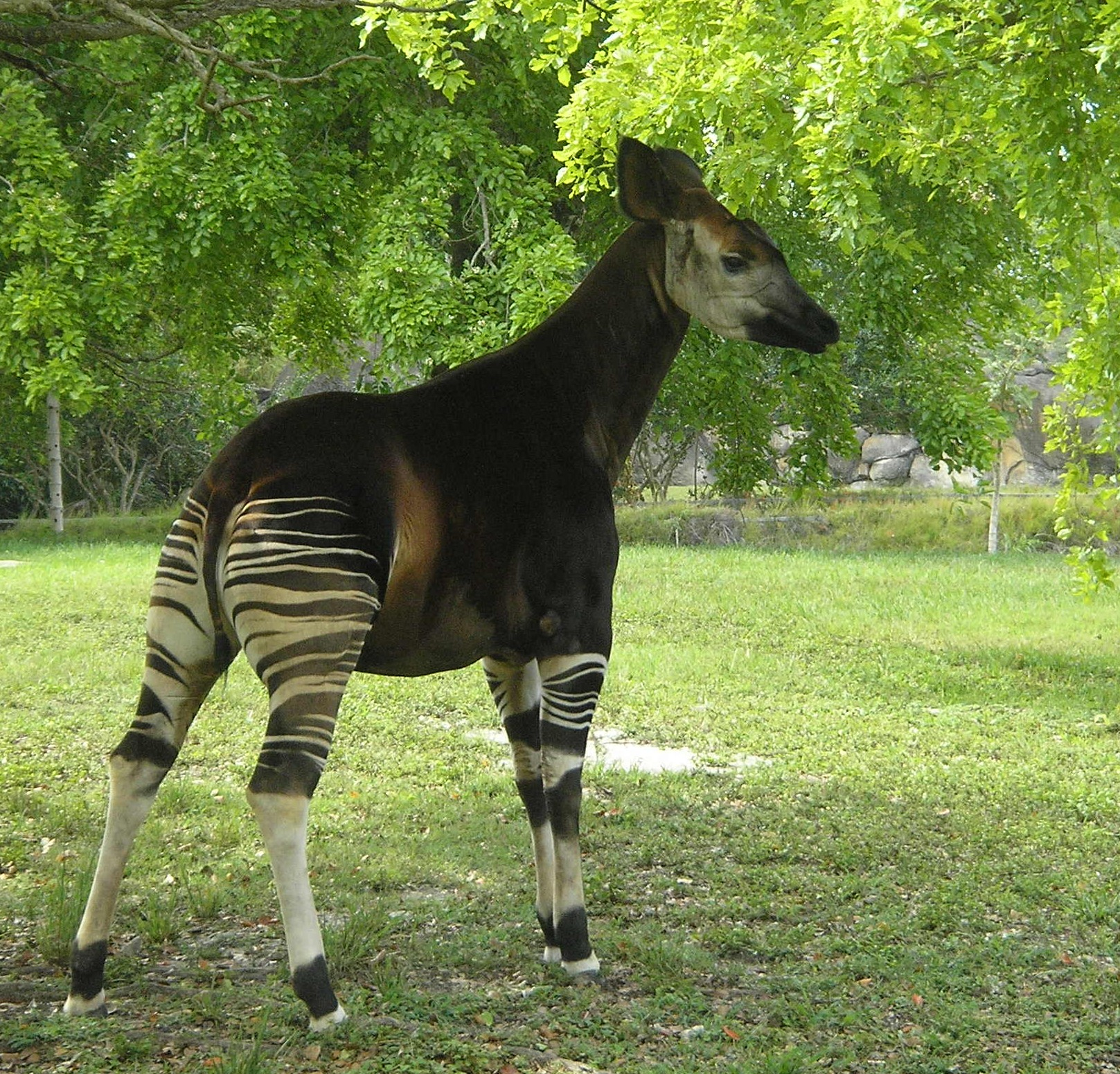
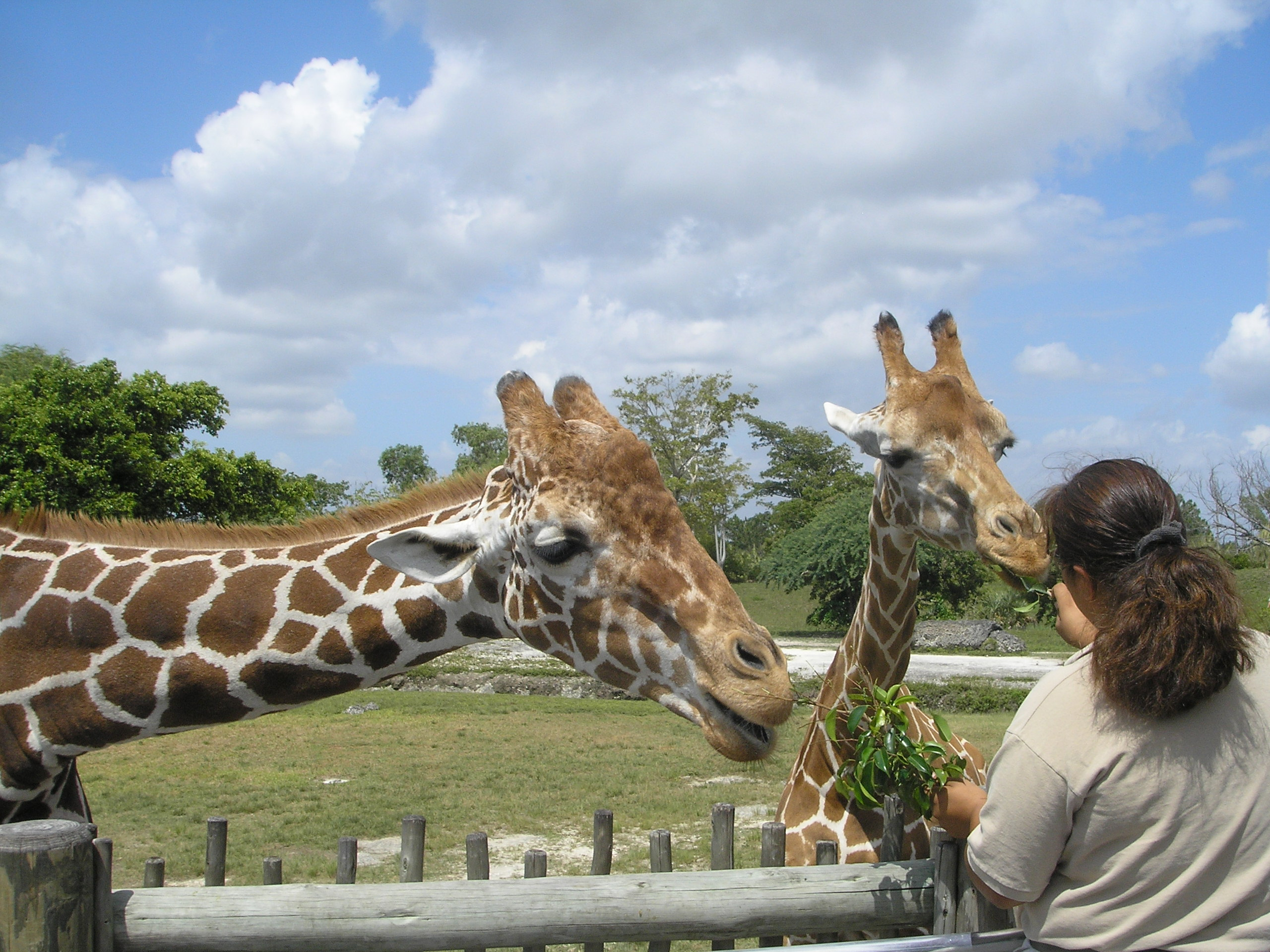
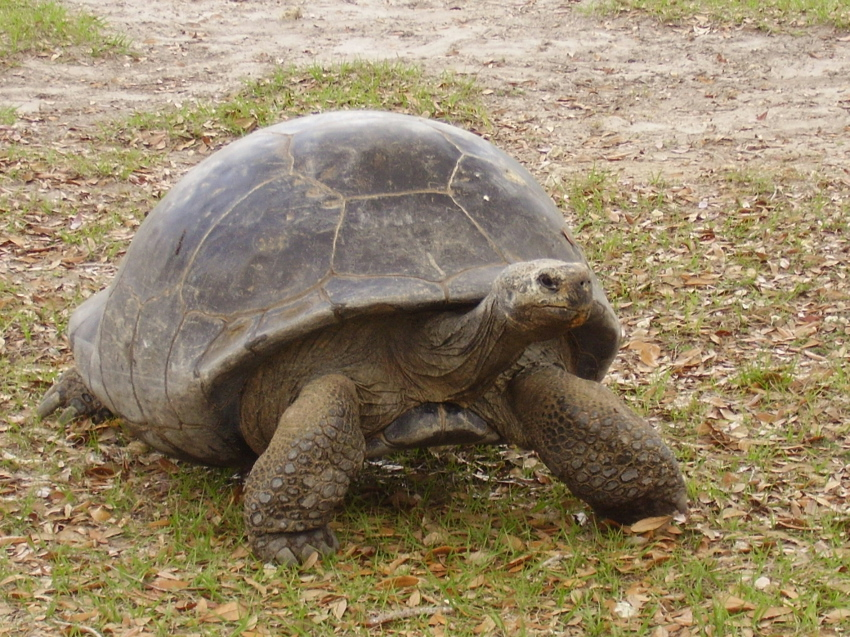
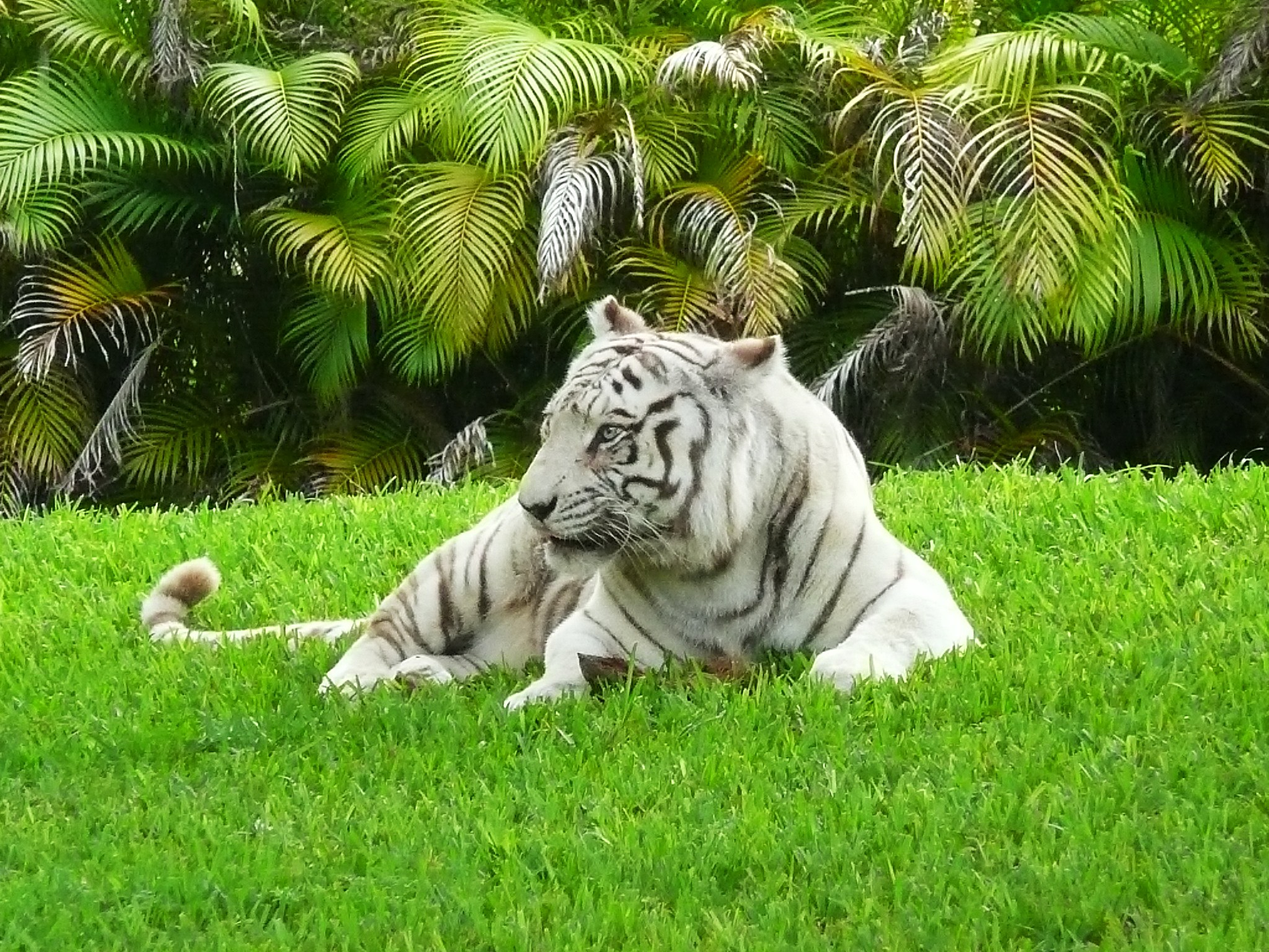
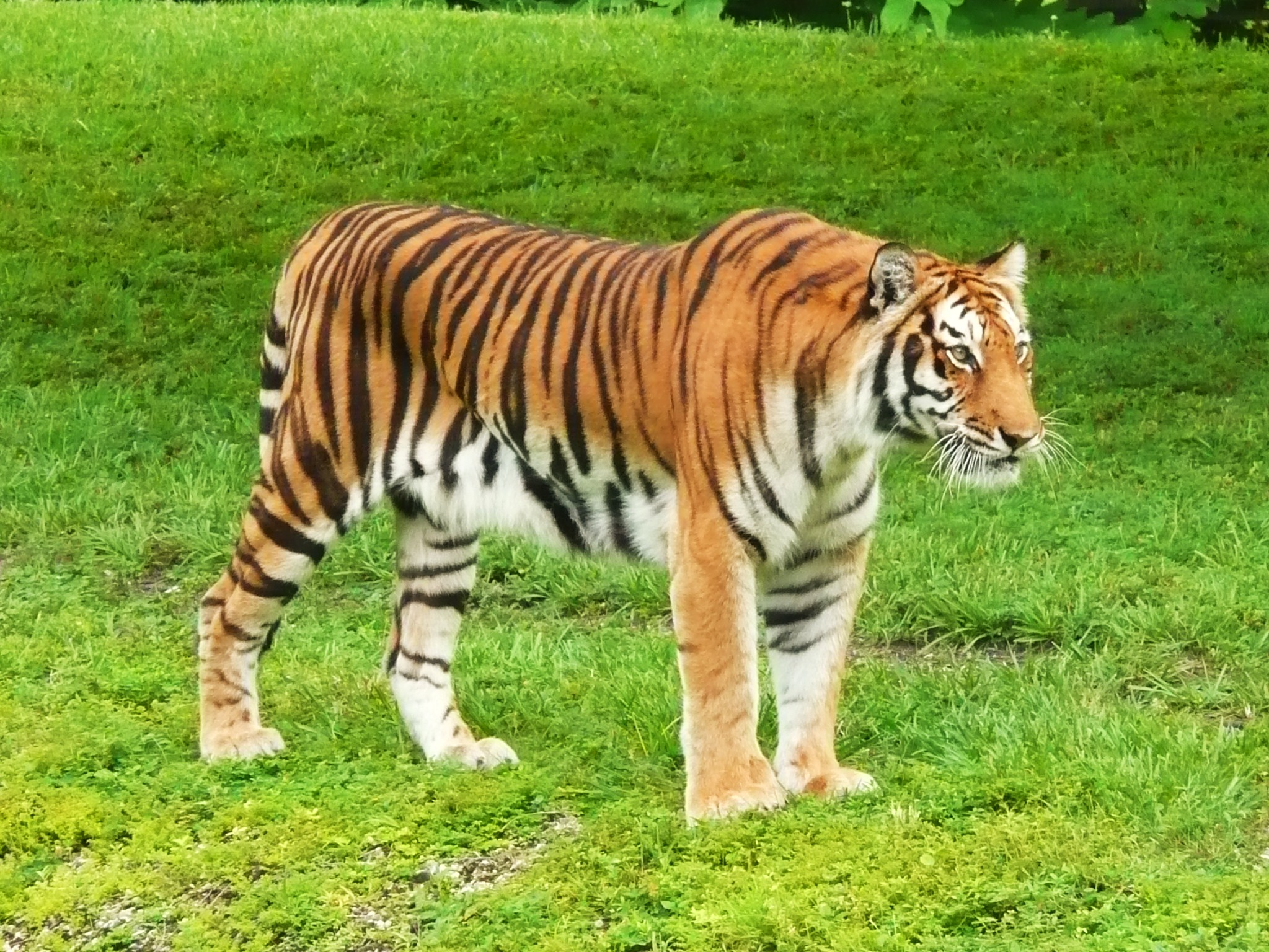
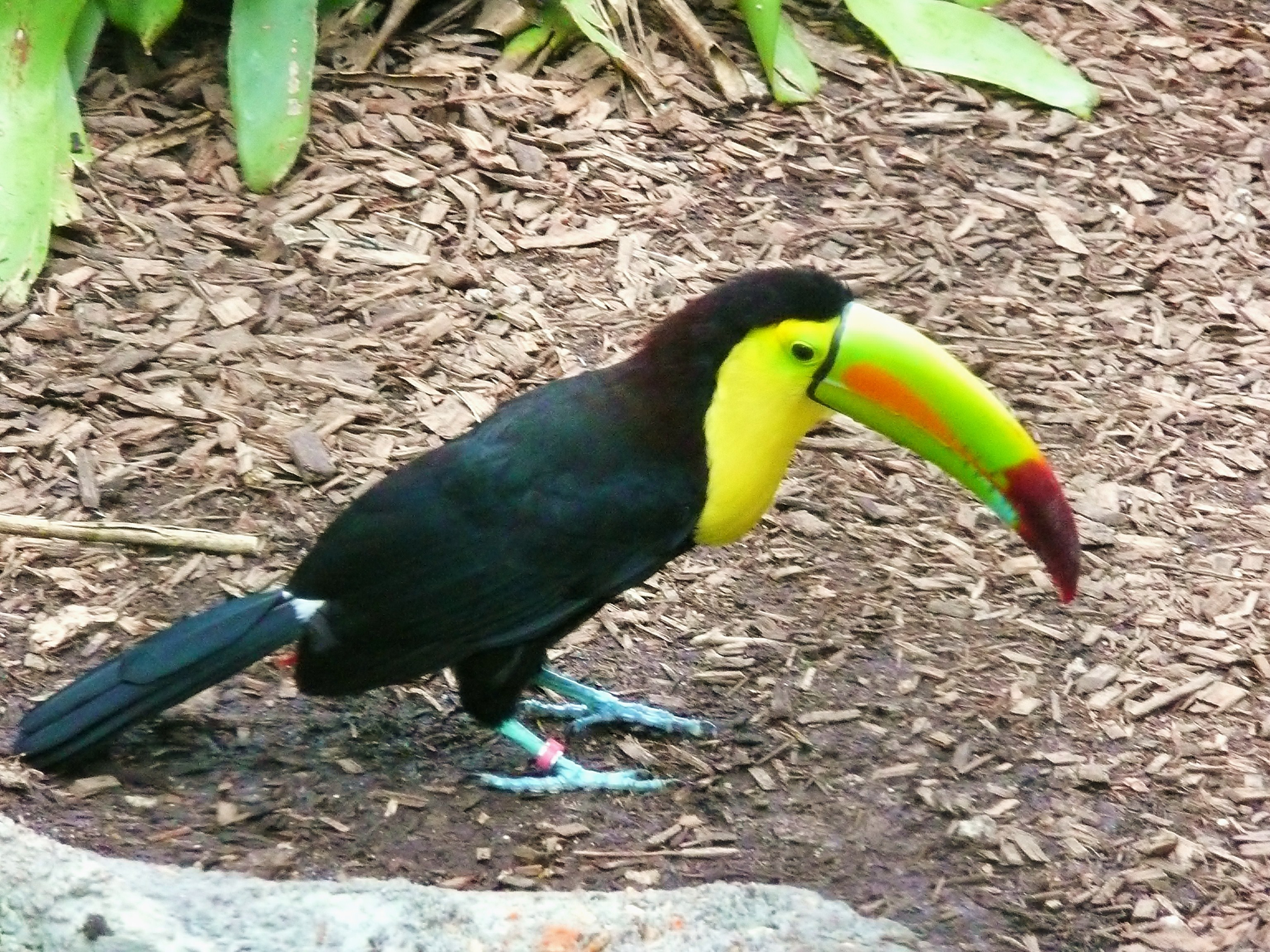
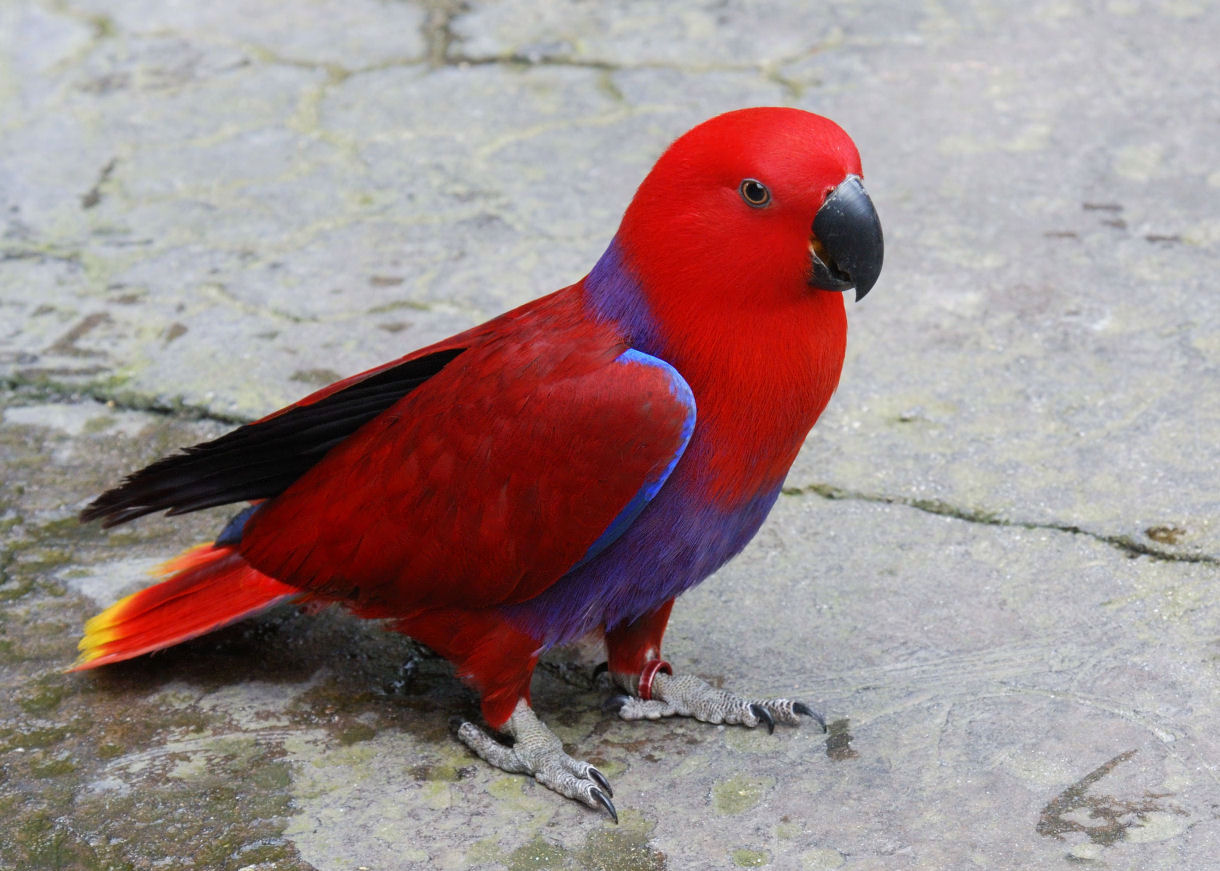
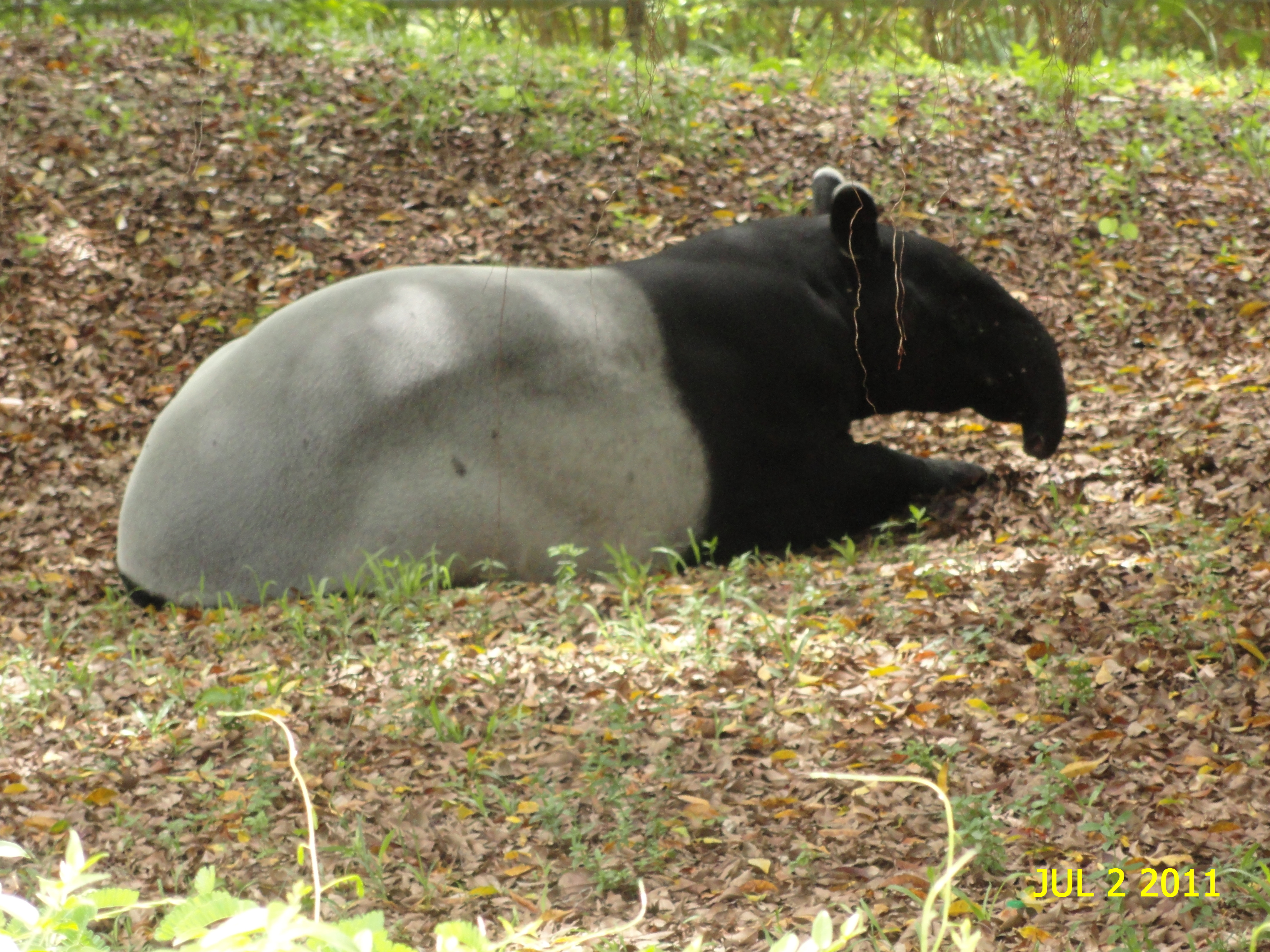
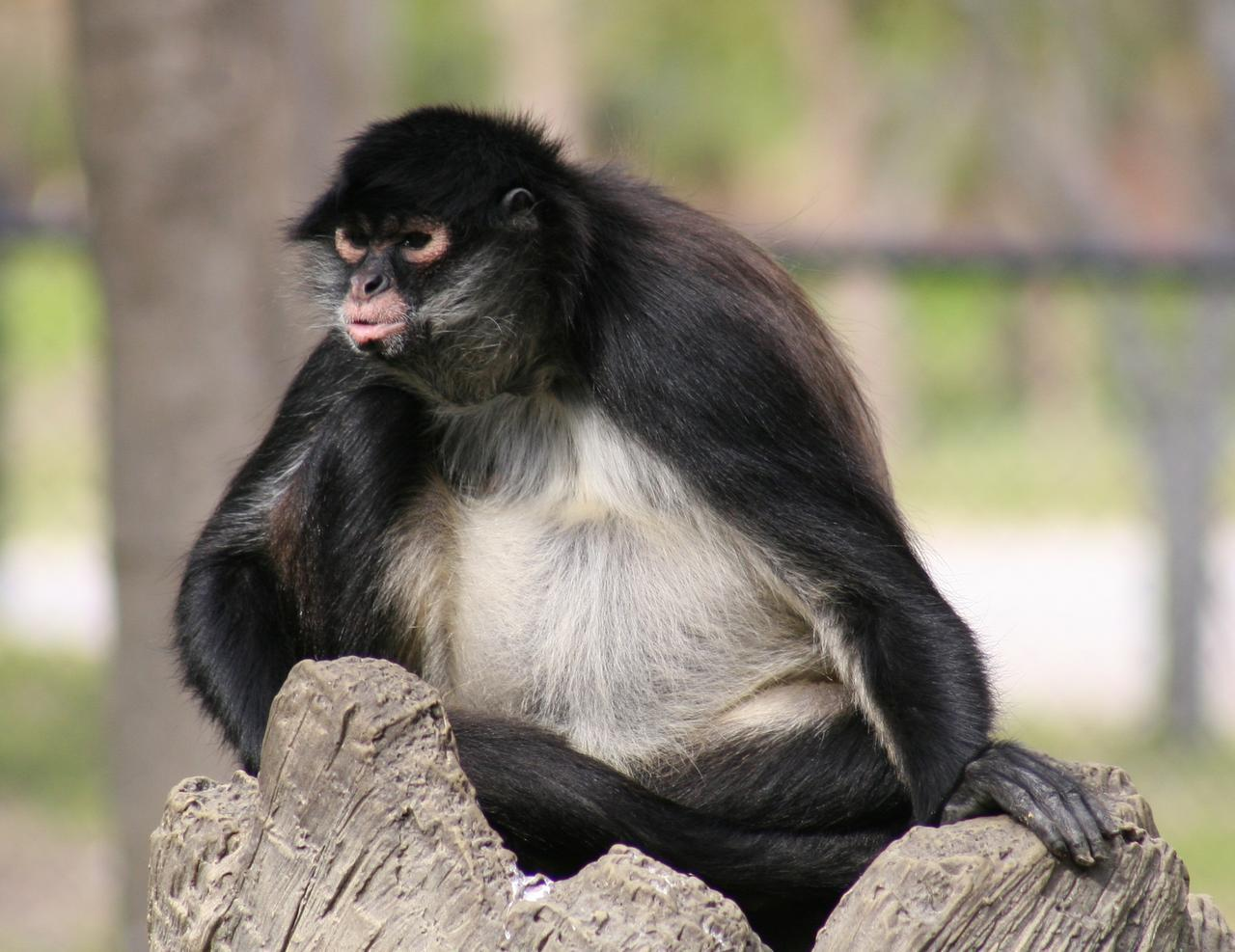
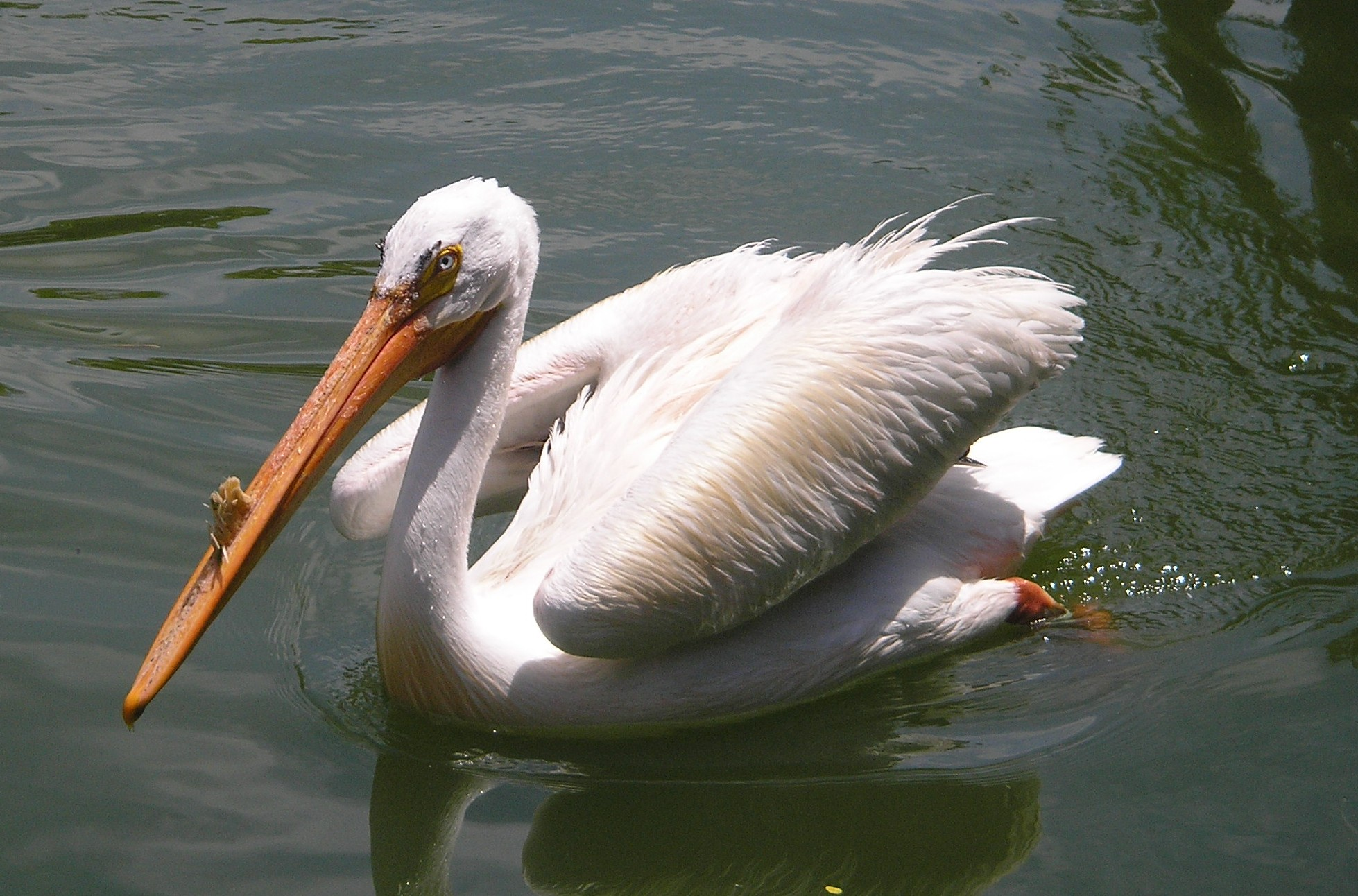
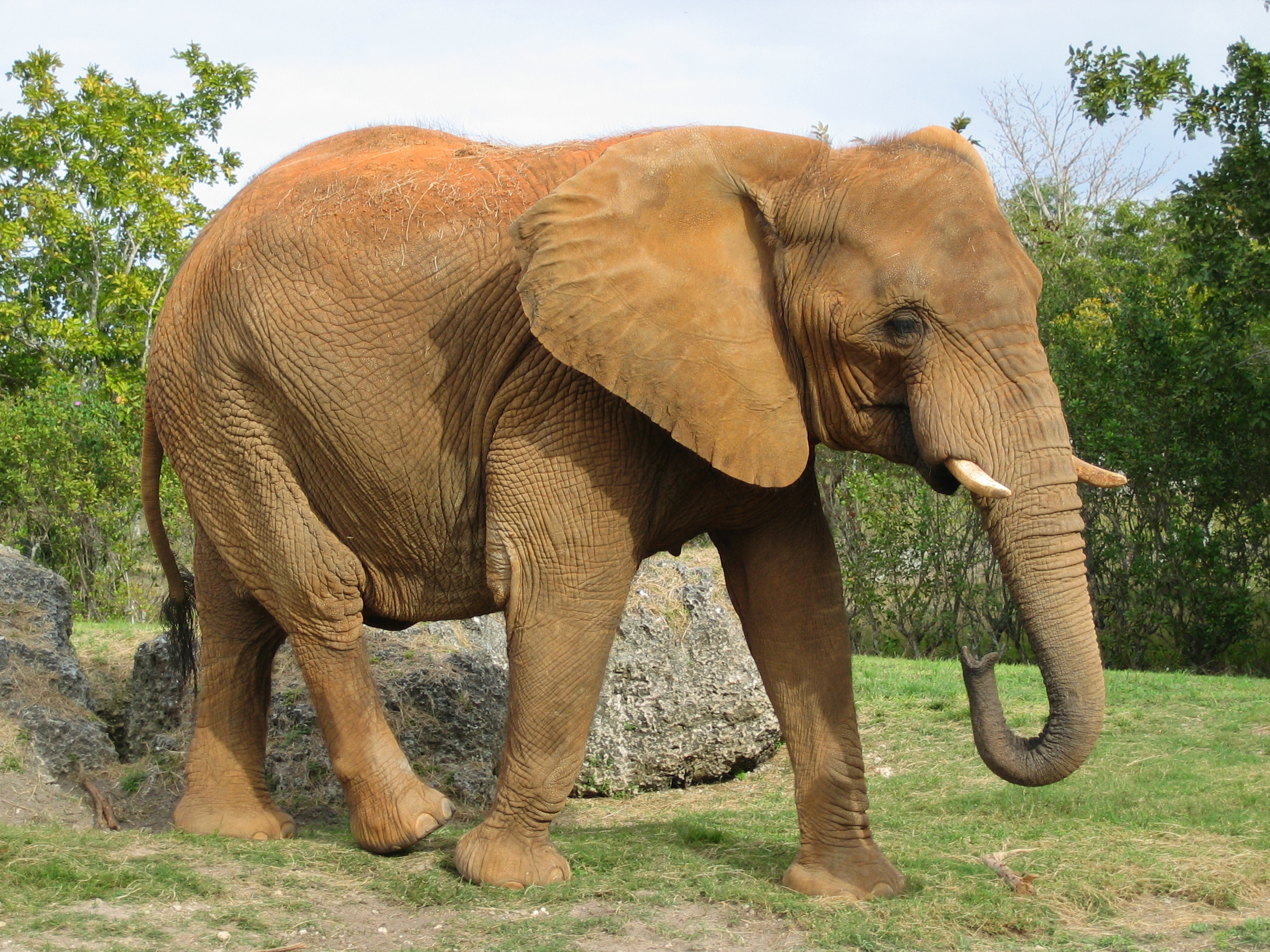